# Buchanania glabra
Buchanania glabra là một loài thực vật có hoa trong họ Đào lộn hột. Loài này được Wall. ex Engl. mô tả khoa học đầu tiên năm 1883.